# Frédéric Déhu
Frédéric Déhu (* 24. Oktober 1972 in Villeparisis) ist ein ehemaliger französischer Fußballspieler.

## Karriere
Déhu spiele am Anfang seiner Profilaufbahn für den RC Lens. Dort war er zwischen 1991 und 1999 eine feste Größe und gewann 1998 die Ligue 1 und den Coupe de la Ligue 1999. Im Sommer 1999 wechselte der Franzose zum FC Barcelona nach Spanien. Bei den Katalanen bestritt er unter Coach Louis van Gaal in der Saison 1999/00 elf Ligaspiele, davon nur fünf über die volle Spielzeit. Schon nach einer Saison verließ er Spanien, wechselte wieder nach Frankreich und schloss sich für rund 6 Millionen € Paris Saint-Germain an. Bei Paris war er wieder Stammspieler und gewann 2004 als Kapitän seines Teams den Coupe de France 2003/04. Direkt nach diesem Triumph wechselte Déhu zu Olympique Marseille. Seine Karriere ließ er schließlich bei spanischen Erstligisten UD Levante in der Saison 2006/07 ausklingen.
Für die französische Nationalmannschaft lief er im Zeitraum von 1998 bis 2000 fünf Mal auf. Sein erstes Spiel bestritt er am 19. August 1998 beim 2:2 gegen Österreich.

## Erfolge
- Französische Meisterschaft: 1998
- Coupe de France: 2004
- Coupe de la Ligue: 1999